# Ssawka laboratoryjna

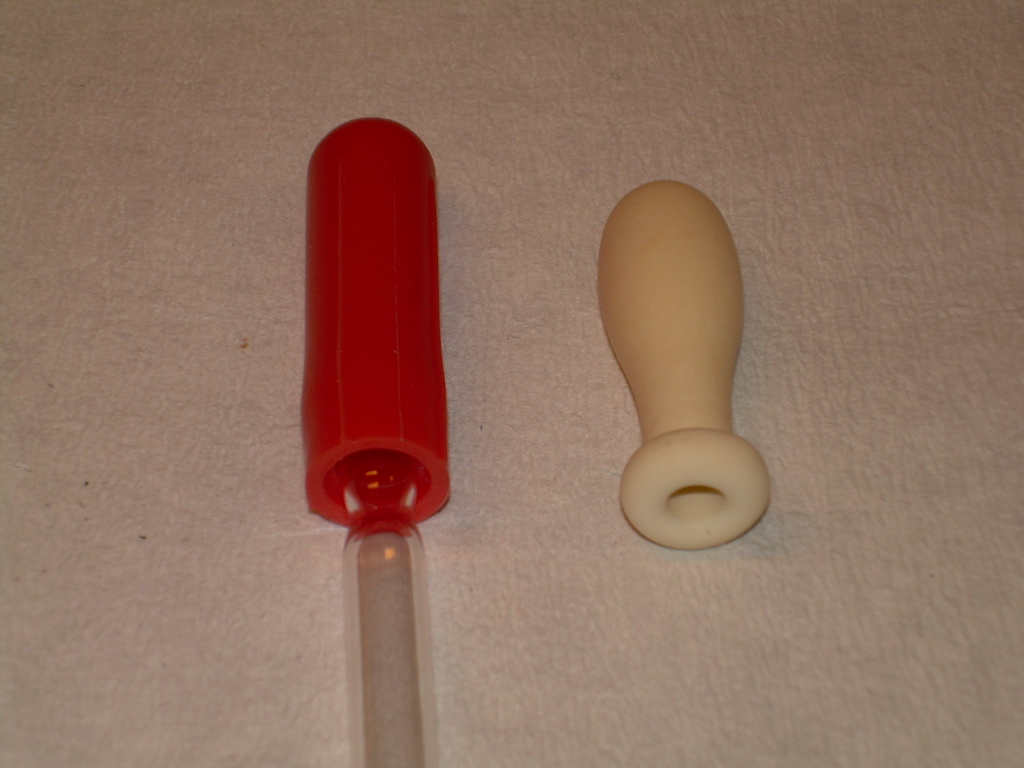
Ssawki proste

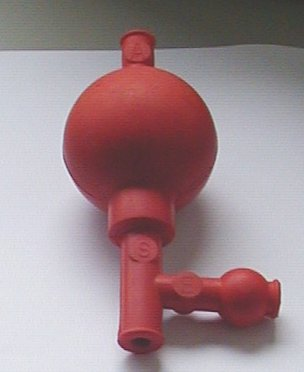
Ssawka ze ściskanymi zaworami

Ssawka laboratoryjna – sprzęt laboratoryjny służący do odsysania cieczy. Stosowany jest głównie w połączeniu z pipetami.
W najprostszej wersji ssawka jest kawałkiem gumy o kształcie gruszkowatym, otwartym z jednej strony. Po jej ściśnięciu i założeniu na pipetę, a następnie zanurzeniu pipety w cieczy, następuje zasysanie cieczy dzięki podciśnieniu, które jest wytwarzane przez samoczynny powrót ssawki do pierwotnego kształtu. Ssawki tego rodzaju muszą mieć dobrze dobraną objętość do rozmiarów pipety, aby uniknąć zassania cieczy do samej ssawki.
Bardziej skomplikowane ssawki posiadają trzy zawory (górny, dolny i boczny), które się otwiera przez ściśnięcie ich palcami. Ssawkę taką najpierw się ściska, otwierając jednocześnie górny zawór, a następnie osadza na pipecie. Po umieszczeniu pipety w cieczy otwiera się zawór dolny, dzięki czemu rozpoczyna się zasysanie cieczy. Gdy potrzebna objętość cieczy została zassana, wystarczy zamknąć dolny zawór. Aby spuścić ciecz z pipety, należy otworzyć zawór boczny. Rozwiązanie to umożliwia wielokrotne przenoszenie kolejnych porcji cieczy bez konieczności zdejmowania ssawki z pipety.